# Jüdischer Friedhof (Mainz-Ebersheim)

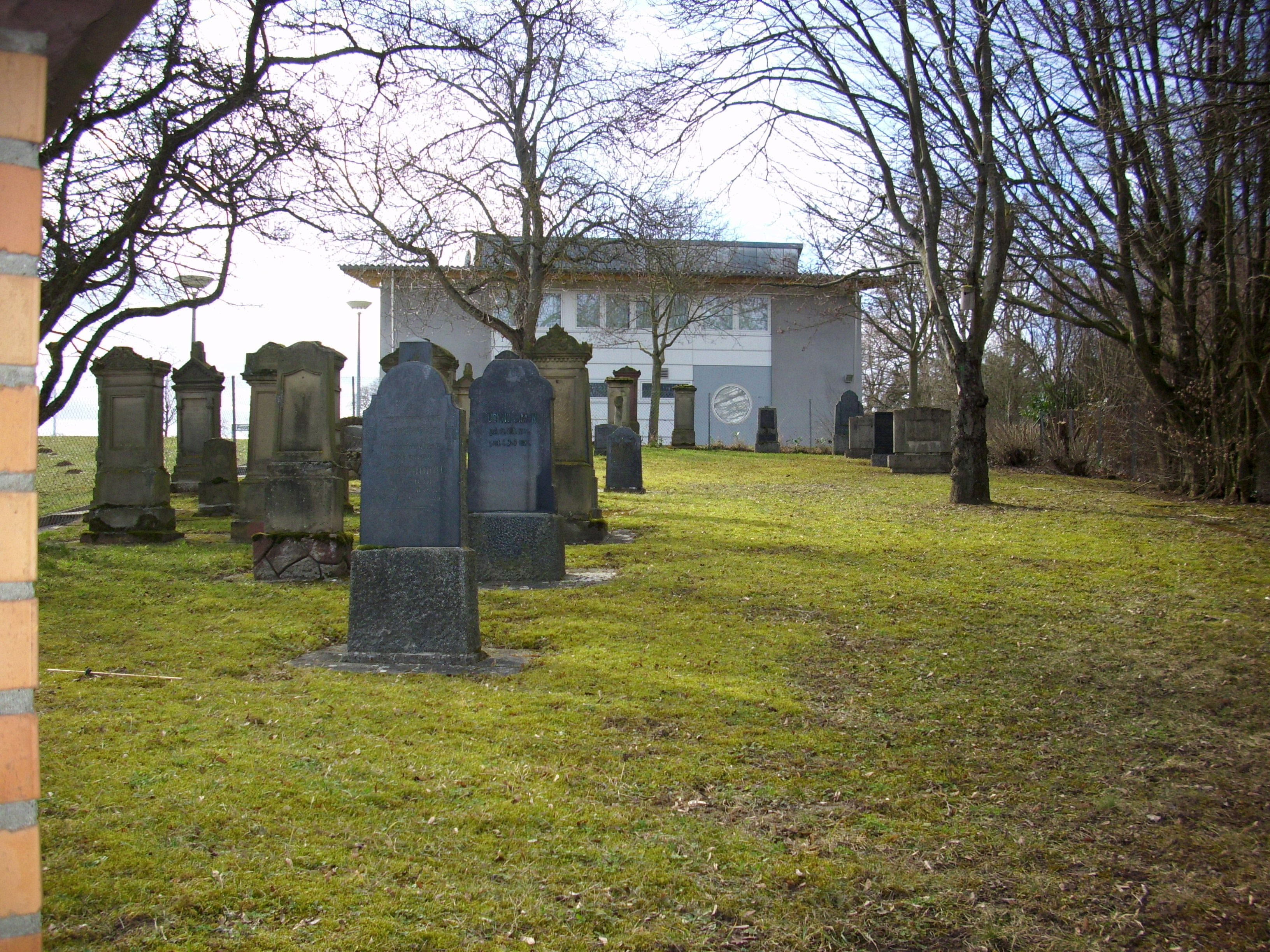
Der jüdische Friedhof in Mainz-Ebersheim

Der Jüdische Friedhof Mainz-Ebersheim im Ortsbezirk Mainz-Ebersheim der rheinland-pfälzischen Landeshauptstadt Mainz ist ein geschütztes Kulturdenkmal.
Der 201 m² große jüdische Friedhof an der Zornheimer Straße (neben Nr. 27) wurde wohl in der ersten Hälfte des 19. Jahrhunderts angelegt. Auf dem Friedhof sind 41 Grabsteine von 1875 bis 1923 erhalten.